# New York Naval Militia

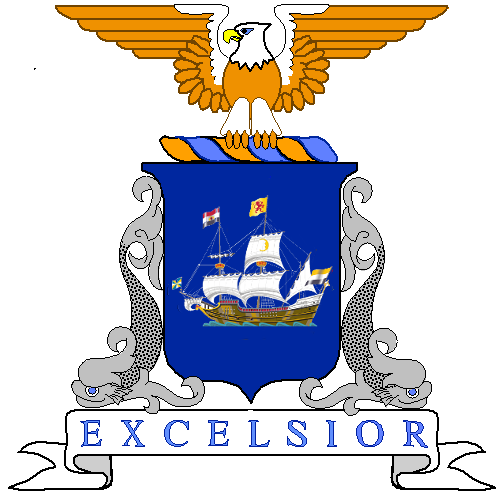
Wappen der New York Naval Militia

Die New York Naval Militia ist der Marineanteil der Streitkräfte des US-Bundesstaats New York. Sie besteht neben der Staatsgarde New York Guard, der New York Army National Guard und der New York Air National Guard. Das Personal der Naval Militia besteht aus etwa 2700 Angehörigen, von denen etwa 95 Prozent Reservisten der Bundesstreitkräfte der USA sind.
Ihr Auftrag ist es, eine ausgebildete und ausgestattete Seestreitkraft zur Verfügung zu stellen, um die New York National Guard bei Hilfsoperationen für zivile Behörden zu unterstützen.

## Geschichte

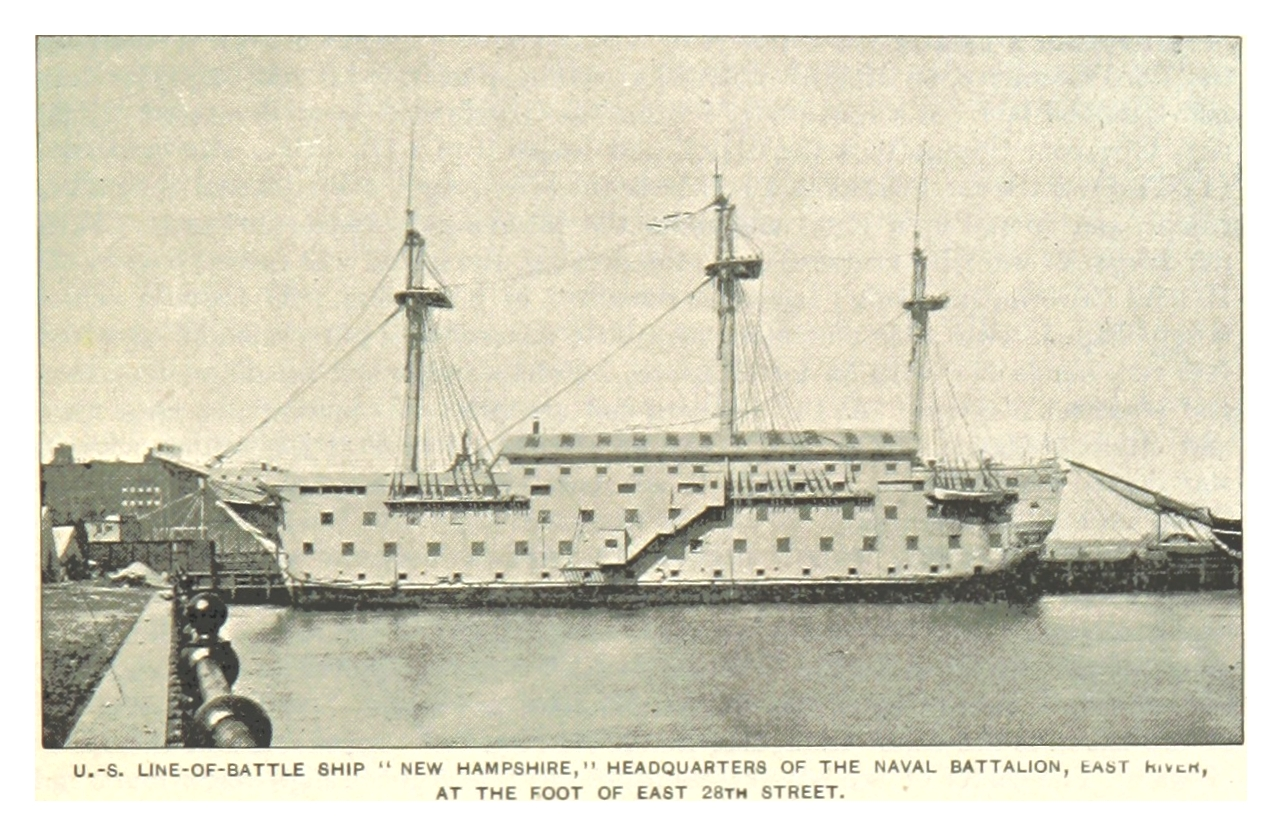
Das ehemalige Linienschiff New Hampshire als Hauptquartier des Naval Battalion 1893

Die New York Naval Militia wurde 1889 als Provisional Naval Battalion aufgestellt und formell am 23. Juni 1891 als First Battalion, Naval Reserve Artillery in Dienst gestellt. Sie ist die einzige Naval Militia eines US-Bundesstaats, die seit dem späten 19. Jahrhundert durchgehend besteht.

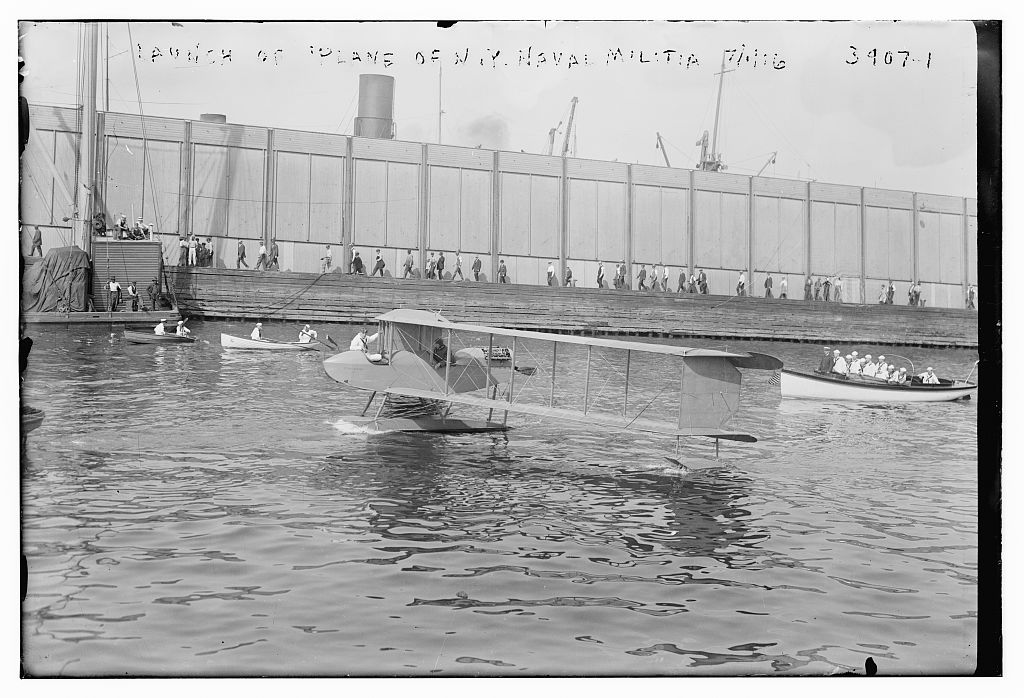
Wasserflugzeug der Naval Militia 1916

1892 kam sie erstmals während einer Cholera-Quarantäne zum Einsatz. Am Spanisch-Amerikanischen Krieg 1898 nahmen Teile der Militia teil; unter anderem bildete sie die Besatzungen zweier Hilfskreuzer. Während des Ersten Weltkriegs wurde eine Kompanie Marineinfanterie aufgestellt. Außerdem erhielt sie eine fliegende Abteilung mit Wasserflugzeugen.
Weitere Aktivierungen sah die Militia im Zweiten Weltkrieg und im Koreakrieg.

## Organisation
Die Naval Militia untersteht dem Gouverneur von New York und wird durch die New York Division of Military and Naval Affairs (DMNA) unter dem Adjutant General des Staates New York geführt.
An der Spitze der New York Naval Militia steht der Commander, New York Naval Militia, zurzeit Rear Admiral (lower half) (deutsch etwa Flottillenadmiral) Warren Smith. Das Hauptquartier befindet sich in Latham.
Die New York Naval Militia gliedert sich wie folgt:
- Southern Command
- Northern Command
- Western Command
- Military Emergency Boat Service (MEBS)

## Ausstattung
Die New York Naval Militia ist hauptsächlich mit kleinen Patrouillenbooten und Landungsbooten ausgestattet.

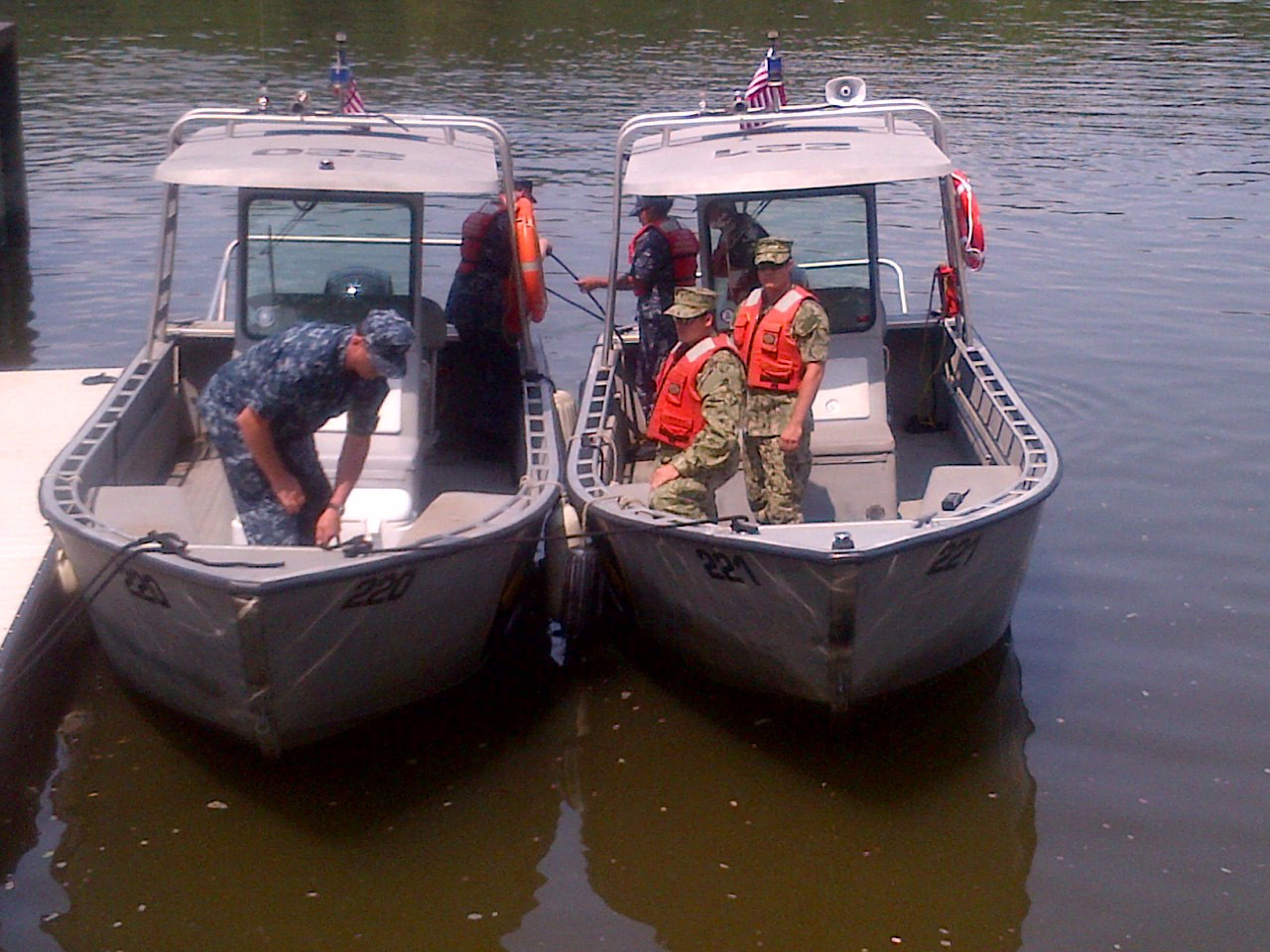
Die Patrouillenboote 220 und 221
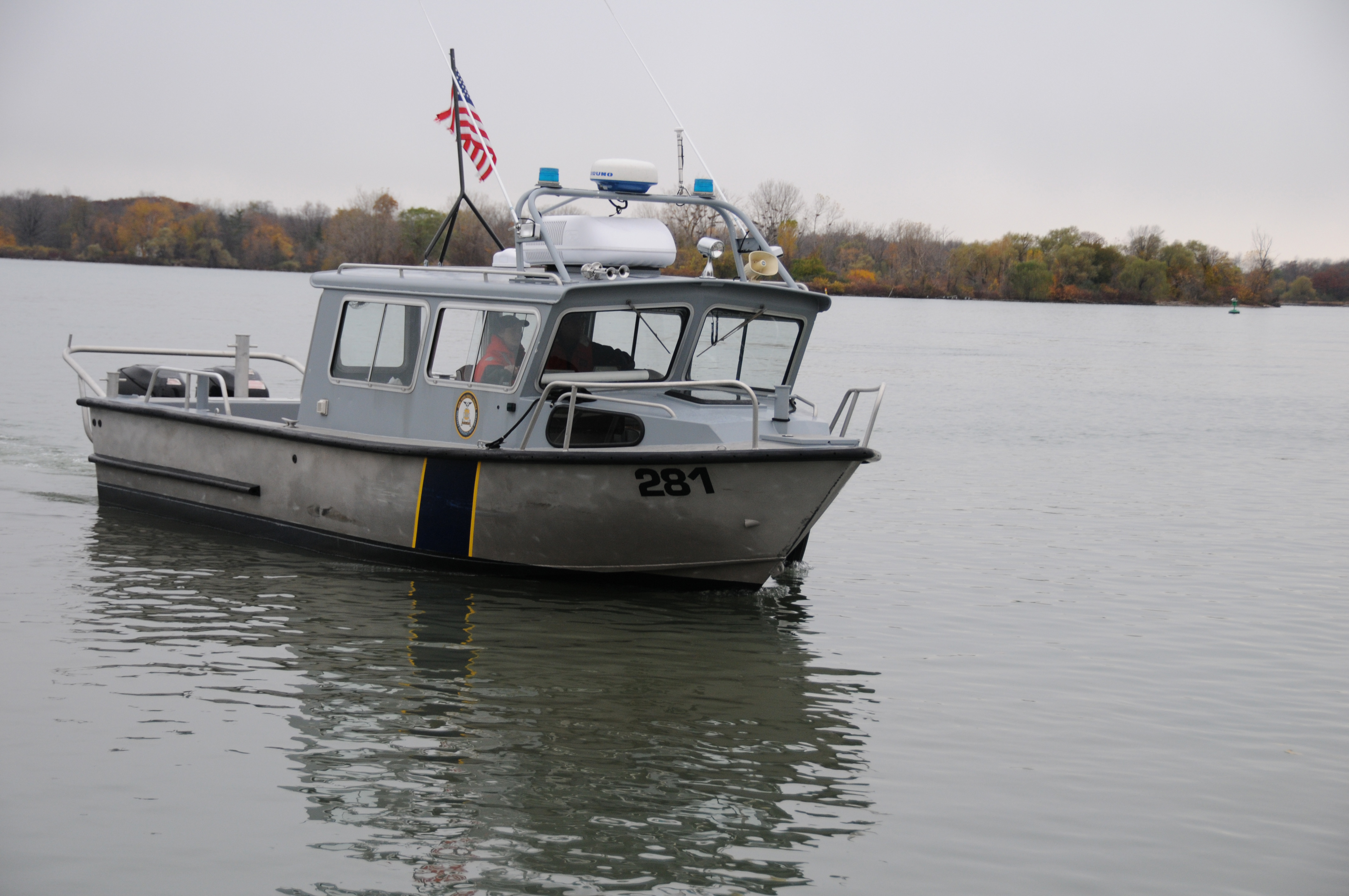
Patrouillenboot 281
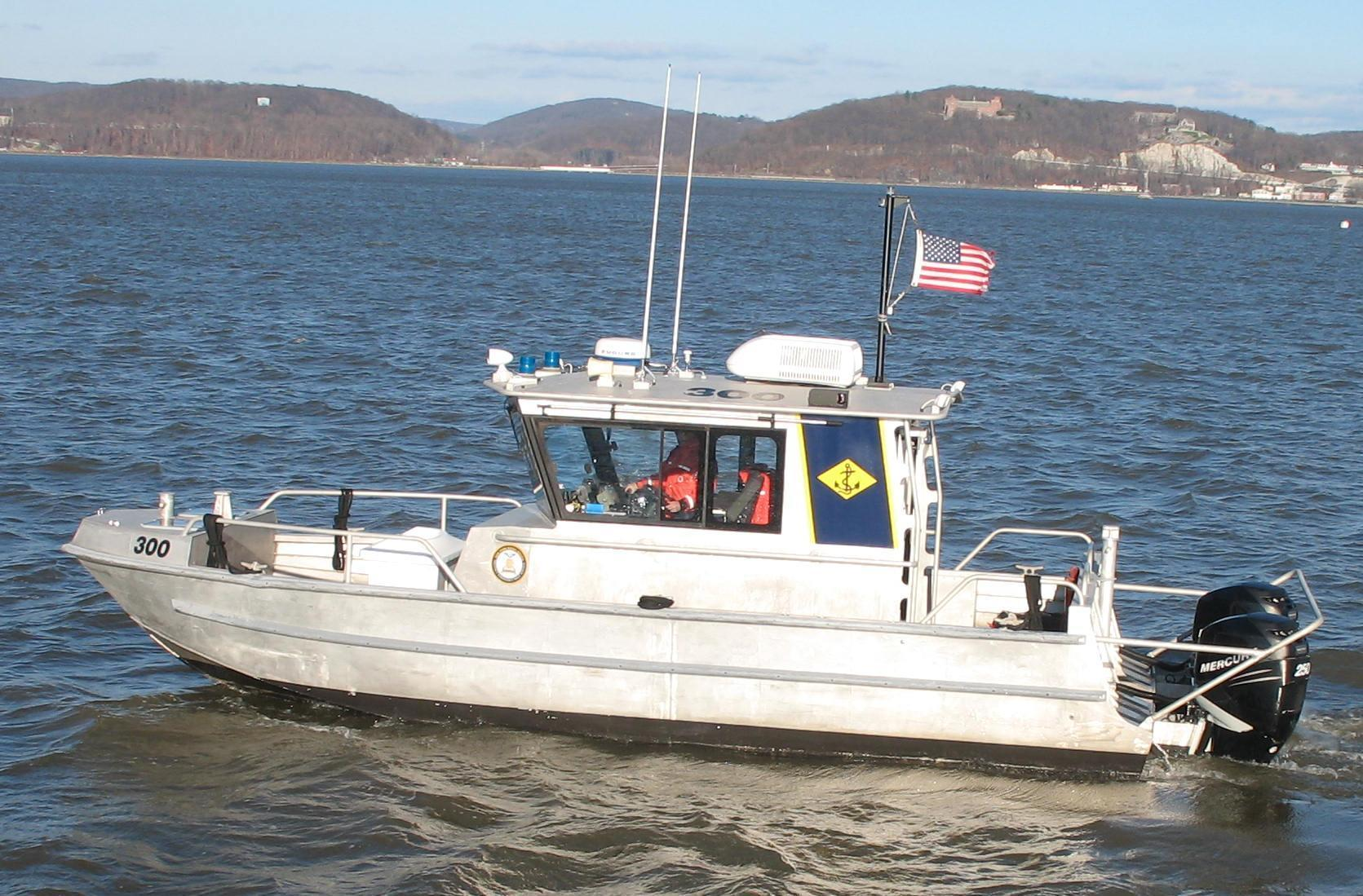
Patrouillenboot des Typs PB 300
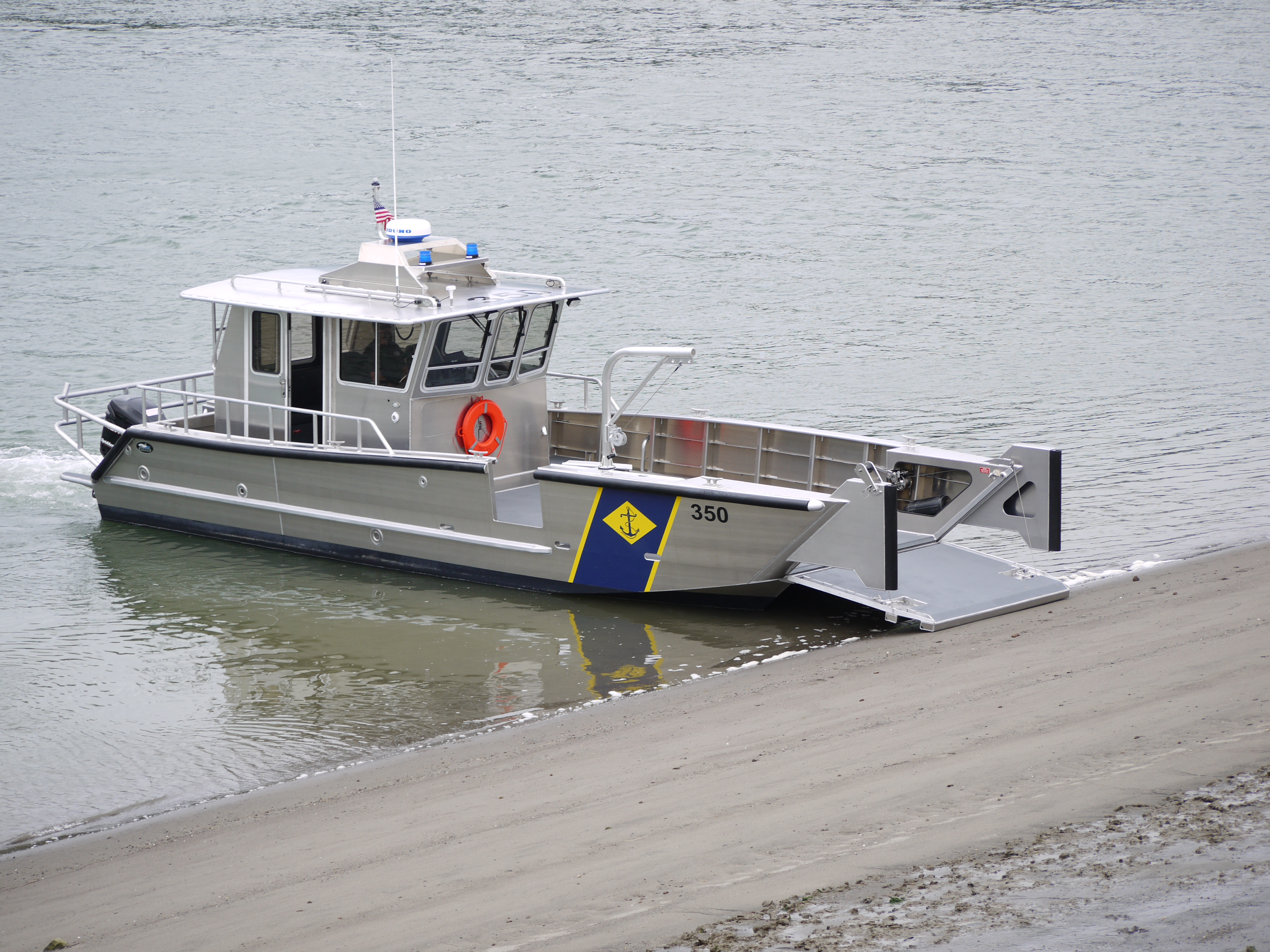
Landungsboot LC-350
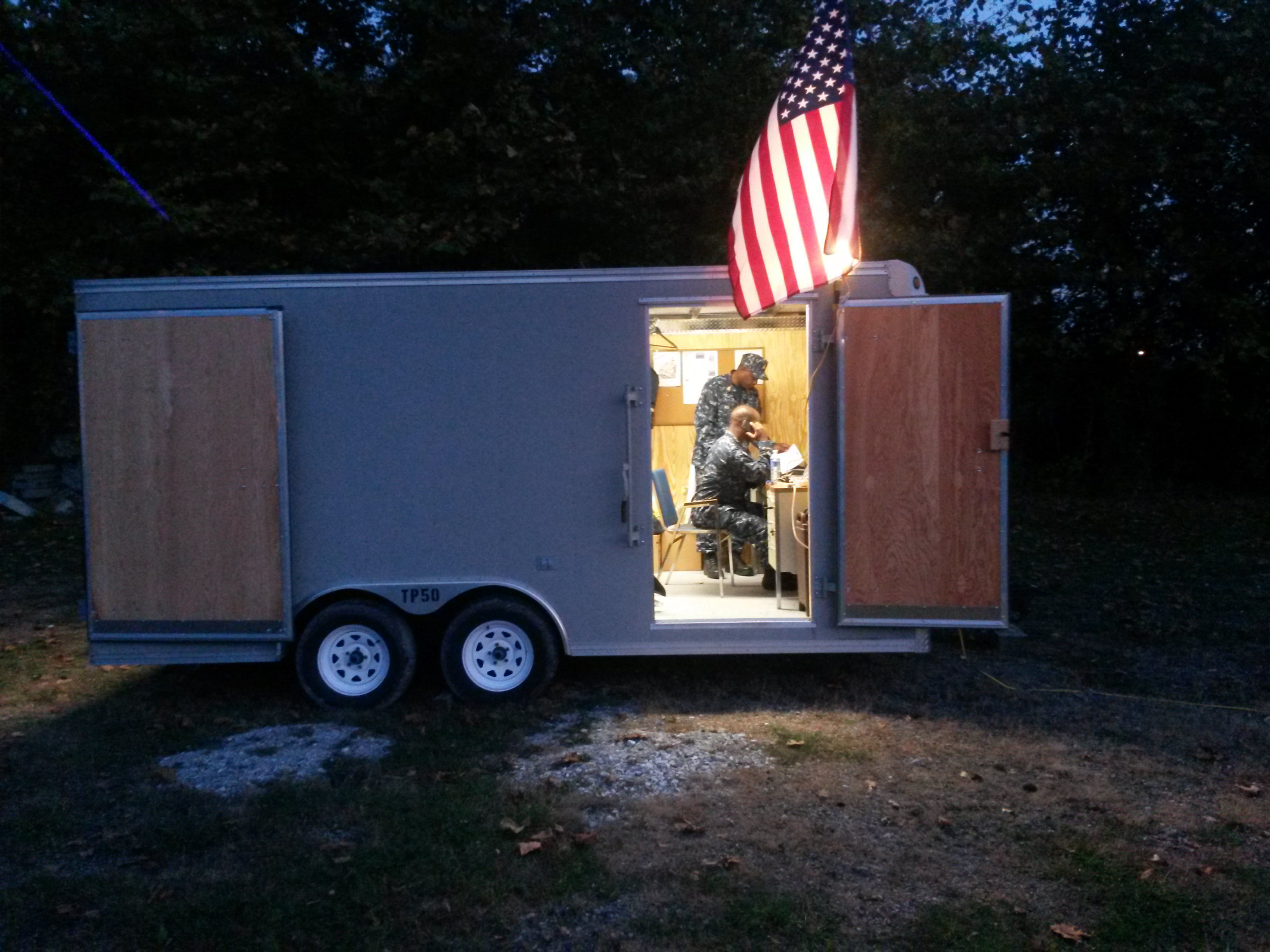
Mobiler Führungsstand